# MUX I
Il multiplex I della SRG SSR è stato un multiplex DVB-T da cui si ricevevano, nell'area della Svizzera italiana, quattro canali televisivi:
- RSI LA1, in lingua italiana
- RSI LA2, anch'esso in lingua italiana
- SRF 1, in lingua tedesca
- RTS Un, in lingua francese

Era trasmesso in tecnica SFN sulla frequenza 39 UHF nella parte orientale del Canton Ticino e nelle valli italofone del Canton Grigioni, mentre è trasmesso in tecnica MFN nel resto del Canton Ticino.
Il 3 giugno 2019, poiché l'azienda pubblica ha deciso di abbandonare la rete digitale terrestre per via dello scarso utilizzo, il multiplex è stato definitivamente chiuso.

## Ricezione in Nord Italia
| Canale       | Trasmettitore                           | Qualità del segnale   | Problemi                         | Luoghi con possibilità di ricezione                                                         |
| ------------ | --------------------------------------- | --------------------- | -------------------------------- | ------------------------------------------------------------------------------------------- |
| 39 (618 Mhz) | Castel San Pietro                       | Buona                 | Sovrastato da emittenti digitali | Comasco; Varesotto; Brianza occidentale                                                     |
| 24 (498 Mhz) | Monte San Salvatore (Lugano)            | Pessima               | Sovrastato da emittenti digitali | Novarese; Altre zone (con adeguate antenne in grado di escludere le emissioni concorrenti). |
| 31 (602 Mhz) | Cardada-Cimetta (nei pressi di Locarno) | a macchia di leopardo | Sovrastato da emittenti digitali | Provincia di Verbania, Lago Maggiore; qualche zona della Provincia di Alessandria           |